# Stephanopis depressa
Stephanopis depressa là một loài nhện trong họ Thomisidae.
Loài này thuộc chi Stephanopis. Stephanopis depressa được miêu tả năm 1871 bởi Bradley.